# Lawrence (ort i Australien)
Lawrence är en ort i Australien. Den ligger i kommunen Clarence Valley och delstaten New South Wales, i den sydöstra delen av landet, omkring 520 kilometer norr om delstatshuvudstaden Sydney.
Runt Lawrence är det glesbefolkat, med 16 invånare per kvadratkilometer.. Närmaste större samhälle är Maclean, omkring 10 kilometer öster om Lawrence. 
Trakten runt Lawrence består till största delen av jordbruksmark. Genomsnittlig årsnederbörd är 1 541 millimeter. Den regnigaste månaden är januari, med i genomsnitt 241 mm nederbörd, och den torraste är oktober, med 28 mm nederbörd.